# Qitaihe
Qitaihe (kinesisk: 七台河; pinyin: Qītáihé; Wade-Giles: Ch'ī-t'ái-hó) er en by på præfekturniveau by i provinsen Heilongjiang i det nordlige Kina. Befolkningen i præfekturet anslås til 860.000 mennesker (2004), og det har et areal på 6,221 km2.

## Administrative enheder
Qitaihe bypræfektur har jurisdiktion over 3 distrikter (区 qū) og et amt (县 xiàn).
| Kort              | Kort    | Kort     | Kort       | Kort                   | Kort        | Kort      |
| ----------------- | ------- | -------- | ---------- | ---------------------- | ----------- | --------- |
| Kort over Qitaihe |         |          |            |                        |             |           |
| #                 | Navn    | Hanzi    | Pinyin     | Befolkning (2003 est.) | Areal (km²) | Indb./km² |
| Distrikter        |         |          |            |                        |             |           |
| 1                 | Taoshan | 桃山区   | Táoshān Qū | 160 000                | 74          | 2 162     |
| 2                 | Xinxing | 新兴区   | Xīnxīng Qū | 200 000                | 123         | 1 626     |
| 3                 | Qiezihe | 茄子河区 | Qiézihé Qū | 140 000                | 1 560       | 90        |
| Amt               |         |          |            |                        |             |           |
| 4                 | Boli    | 勃利县   | Bólì Xiàn  | 370 000                | 4 466       | 83        |

## Trafik
Kinas rigsvej 201 fører gennem området. Den begynder i Hegang i provinsen Heilongjiang og fører via blandt andnet Mudanjiang og Dandong mod syd til Liaodonghalvøen til Lüshunkou/Dalian.
45°46′05″N 131°00′23″Ø / 45.76802°N 131.00635°Ø